# Евангелие из Эхтернаха
Евангелие из Эхтернаха (или Виллибрордское Евангелие) — иллюминированная рукопись Евангелия из монастыря Эхтернах в Люксембурге, возможно созданная в Ирландии в 690—715 годах.
Рукопись, как другие ирландские иллюминированные манускрипты, представляет собой образец т. н. островного кельтского искусства. В настоящее время находится в Национальной Библиотеке Франции (MSLat. 9389). Считается, что она была написана тем же монахом или писцом, что и Дурхемское Евангелие.
Евангелие из Эхтернаха связывают с фигурой св. Виллиброрда, бенедиктинского монаха из Нортумбрии, который основал аббатство в Эхтернахе. Возможно, рукопись была создана по указу св. Эгберта — наставника св. Виллиброрда. Св. Эгберт был пылким защитником римских литургических практик. Во время создания Евангелия многие британские и ирландские священники продолжали придерживаться старых обычаев. В таком случае изображение римской тонзуры на голове св. Матфея в рукописи — редко встречаемое в островных манускриптах — можно трактовать как политический жест св. Эгберта.
Возможно, что Евангелие из Эхтернаха, как и Дурхемское Евангелие и Евангелие из Линдисфарна, происходит из Ратмелсиги в Ирландии. Сходства между Эхтернахским и Линдисфарнским Евангелиями указывают на то, что после их создания они могли быть выправлены одним и тем же монахом.
Как и в Книге из Дарроу, евангелисты в Эхтернахском манускрипте представлены скорее символами, чем портретами. Изображение св. Матфея наиболее схематично: его тело состоит из петель, из которых высовываются бледная голова и маленькие ноги. В длинных, сужающихся руках он держит раскрытым своё Евангелие, начальные слова которого ясно читаются. За святым находится стилизованный трон. Полосатый орнамент вокруг, в чём-то схожий с орнаментами Книги из Дарроу, образует вместе с изображением святого крест.
Примечательно изображение льва св. Марка. Сложная форма его напоминает пиктскую резьбу, однако грациозность и важность, с которыми прыгает лев, превосходят все подобные изображения.

## Внешние ссылки
- Статья об Евангелии из Эктернаха (англ.)